# Balboa (ciudad de Panamá)
Balboa es una ciudad residencial y puerto ubicados en la provincia de Panamá, justo en la desembocadura del canal del lado del océano Pacífico. Se encuentra a 5 kilómetros al oeste de la ciudad de Panamá, en el distrito de Panamá. Tiene una población aproximada de 10 000 habitantes.
Parte de la ciudad residencial se encuentra sobre el pie del Cerro Ancón. Es una estación terminal del ferrocarril de Panamá; y actualmente posee unas modernas instalaciones portuarias que suministran carga a nivel nacional e internacional. Entre 1902 y 1999 fue la capital de la Zona del Canal, una colonia estadounidense en Panamá que controlaba el canal de Panamá y los territorios circundantes que fue devuelta al pueblo panameño en el 31 de diciembre de 1999.

## Historia

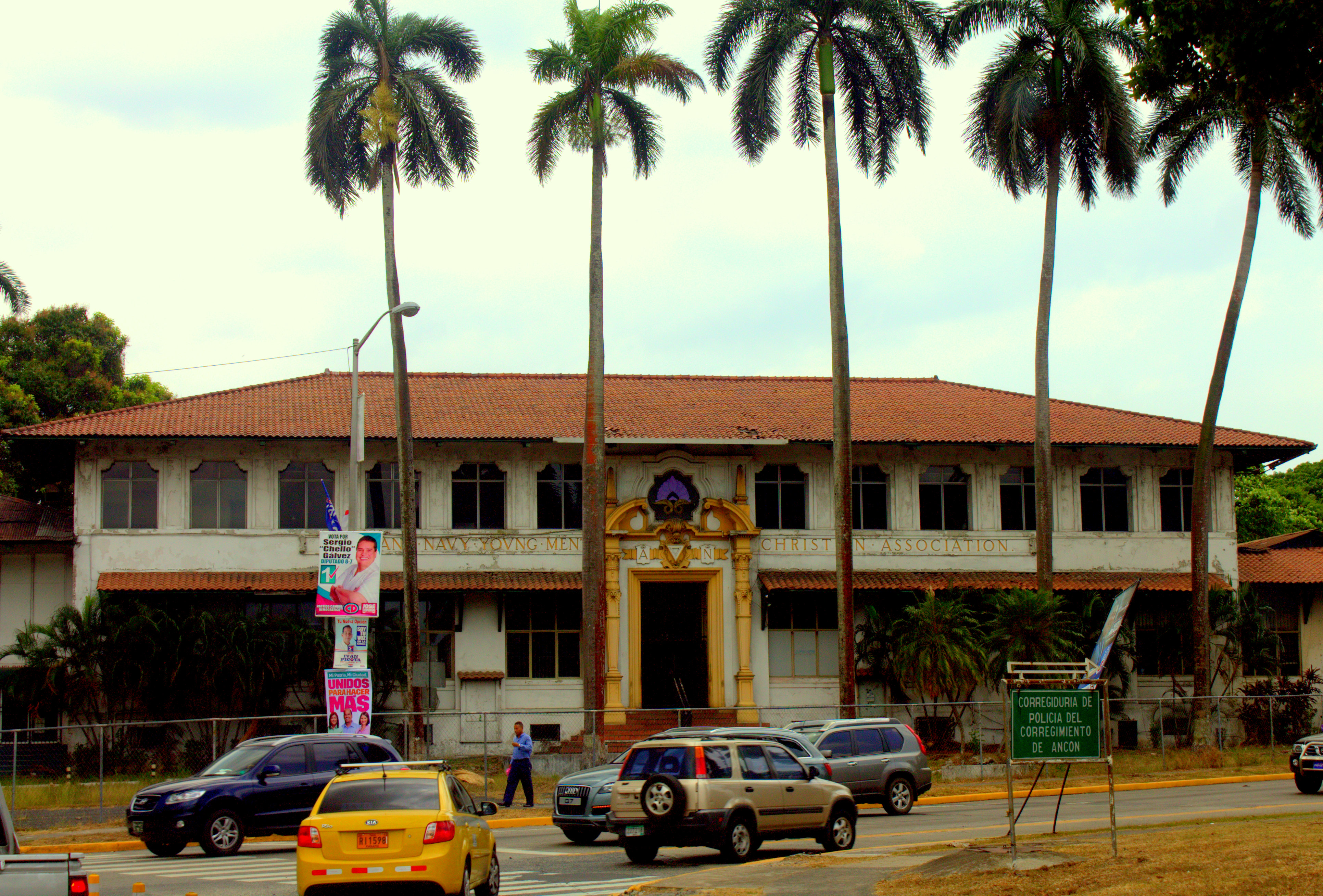
Antiguo edificio de la YMCA en 2014

La ciudad de Balboa, fundada por Estados Unidos durante la construcción del Canal de Panamá, debe su nombre a Vasco Núñez de Balboa, el conquistador español al que se atribuye el descubrimiento del Océano Pacífico. El nombre fue sugerido a las autoridades de la Zona del Canal de Panamá por el embajador peruano en Panamá. Antes de ser drenada, rellenada y nivelada por el Cuerpo de Ingenieros del Ejército de Estados Unidos, la zona montañosa al norte de Ciudad de Panamá albergaba algunos ranchos de subsistencia y pantanos sin utilizar.
El pueblo de Balboa, como la mayoría de los pueblos de la Zona del Canal, contaba con escuelas, oficina de correos, estaciones de policía y de bomberos, comisaría, cafetería, cine, centro de servicios, bolera y otras instalaciones recreativas y tiendas de la compañía operadas por el Gobierno de la Zona del Canal. Había varias escuelas en la zona, como la Escuela Primaria Balboa, la Escuela Secundaria Balboa y la escuela privada St. Mary. La ciudad también albergaba dos bancos privados, una cooperativa de crédito, una Junta de Bienestar Judío, varias iglesias de confesión cristiana, clubes cívicos (como el Club de Alces y los Caballeros de Colón), una Logia Masónica, una YMCA, varios monumentos históricos y una Estatua de la Libertad en miniatura donada por los Boy Scouts de Estados Unidos.

### Tratados del Canal de Panamá
Hasta 1979, cuando la Zona del Canal como territorio exclusivamente estadounidense fue abolida bajo los términos de los Tratados del Canal de Panamá, la ciudad de Balboa fue el centro administrativo de la Zona del Canal, y permaneció así hasta el mediodía del 31 de diciembre de 1999, momento en el cual, de acuerdo con los Tratados Torrijos-Carter, el Canal de Panamá y todos sus bienes y territorios fueron devueltos en su totalidad al gobierno panameño.

## Puerto de Balboa
El Puerto de Balboa es el principal puerto de Panamá. Se encuentra localizado junto a la desembocadura del Canal de Panamá al Océano Pacífico. Como líder del mercado portuario panameño y líder también en toda Latinoamérica, el Puerto de Balboa atiende las necesidades de carga y descarga de mercancías de todo el continente, así como su tránsito por el Canal de Panamá.
- Datos: Q2078026
- Multimedia: Balboa, Panama / Q2078026